# Edenred Solutions CSE
 (mars 2020).
 (mars 2025).
Motif : absence d'article sur plus de deux ans et centré sur la société
- Archive Wikiwix
- Bing
- Cairn
- DuckDuckGo
- E. Universalis
- Gallica
- Google
- G. Books
- G. News
- G. Scholar
- Persée
- Qwant
- (zh) Baidu
- (ru) Yandex
- (wd) trouver des œuvres sur Wikidata

| 1. | Préciser le motif de la pose du bandeau. | Précisez le motif de la pose du bandeau en utilisant la syntaxe suivante : {{admissibilité à vérifier\|date=mars 2025\|motif=remplacez ce texte par le motif}}                             |
| 2. | Informer les utilisateurs concernés.     | Pensez à avertir le créateur de l'article, par exemple, en insérant le code ci-dessous sur sa page de discussion : {{subst:avertissement admissibilité à vérifier\|Edenred Solutions CSE}} |

Edenred Solutions CSE (ex-ProwebCE)  est une société d'édition de logiciels applicatifs créée à la fin de 1998 et qui emploie 450 collaborateurs.

## Histoire
En 2012 Edenred prend une participation minoritaire dans le capital de Prowebce via son fonds Edenred Capital Partners.
En 2015 sa participation passe à 62 %.
En avril 2019 Edenred détient 98,5 % de la société.
En 2024, ProwebCE change de nom et devient Edenred Solutions CSE après l’intégration totale de l’offre ProwebCE dans l’architecture de marque Edenred.